# Battle Creek (Michigan)
Pour les articles homonymes, voir Battle Creek.
Battle Creek est une cité du comté de Calhoun dans l'État du Michigan, aux États-Unis. Elle comptait 53 364 habitants en 2000.

## Économie
On y trouve le siège social de la compagnie Kellogg's, fondés par les frères John Harvey et Will Keith Kellogg, inventeurs du corn flakes pour le petit déjeuner comme alternative au petit déjeuner traditionnel à base de viande.
John Harvey y fonda également en 1878 le Sanitarium, premier hôpital du système médical adventiste.
Battle Creek possède un aéroport (code AITA : BTL) et également desservie par le Kalamazoo/Battle Creek Int..

## Religion
C'est dans cette ville qu'est née l'Église adventiste du septième jour en 1860 et que son quartier général fut établi en 1863. L'administration internationale de cette organisation fut transférée en 1902 à Tacoma Park, Washington DC.

## Démographie
| Groupe                           | Battle Creek | Michigan | États-Unis |
| -------------------------------- | ------------ | -------- | ---------- |
| Blancs                           | 71,7         | 79,0     | 72,4       |
| Afro-Américains                  | 18,2         | 14,2     | 12,6       |
| Métis                            | 4,3          | 2,3      | 2,9        |
| Autres                           | 2,8          | 1,5      | 6,4        |
| Asiatiques                       | 2,4          | 2,4      | 4,8        |
| Amérindiens                      | 0,7          | 0,6      | 0,9        |
| Total                            | 100          | 100      | 100        |
|                                  |              |          |            |
| Hispaniques et Latino-Américains | 6,7          | 4,4      | 16,7       |

Selon l'American Community Survey pour la période 2010-2014, 91,76 % de la population âgée de plus de 5 ans déclare parler l'anglais à la maison, 4,89 % déclare parler l'espagnol, 0,73 % une langue chinoise, 0,56 % le japonais et 2,07 % une autre langue.

## Personnalités liées à la commune
- Jason Newsted (1963-), un bassiste de Thrash metal et Heavy Metal : né le 4 mars 1963
- John Harvey Kellogg (1852-1943), un médecin et chirurgien.
- Rob Van Dam (catcheur) y est né le 18 décembre 1970
- Wayne Wheeler y décède en 1927.
- Sojourner Truth (1797-1883), y réside de 1860 à sa mort